# Луций Апустий Фуллон (претор)
Лу́ций Апу́стий Фулло́н (лат. Lucius Apustius Fullo; родился, по одной из версий, приблизительно в 231 году до н. э. — умер после 193 года до н. э.) — римский политический деятель из плебейского рода Апустиев, городской претор Рима в 196 году до н. э.

## Биография
Луций Апустий принадлежал к незнатному плебейскому роду. Предположительно его отцом был «новый человек» того же имени, консул 226 года до н. э. (в этом случае дед Апустия-младшего тоже носил преномен Луций). Родовое прозвище Фуллон (лат. Fullo), по-видимому, является заимствованием из древнегреческого языка и переводится как «сукновал» (др.-греч. γναφεύς).
В 201 году до н. э. Луций занимал должность плебейского эдила (тогда ему могло быть около 30 лет). В 196 году до н. э. он исполнял обязанности городского претора Рима (praetor urbanus), а в 194 и 193 годах до н. э. был в числе триумвиров, занимавшихся выведением латинской колонии в Турин в Цизальпийской Галлии.